# Ingmar Björkstén
Ingmar Björkstén, född 1936 i Helsingfors, död 19 juni 2002 i Frankrike, var en finlandssvensk kulturjournalist och författare, under större delen av sitt liv bosatt i Sverige. Han var bland annat kulturchef vid Svenska Dagbladet 1981–1991 och kulturråd vid Sveriges ambassad i Washington 1991–1996.

## Biografi
Björkstén kom som krigsbarn till Sverige från Finland under andra världskriget. Björkstén författardebut skedde 1963 med Drömmare. Han skrev totalt ett tjugotal böcker, inklusive några kokböcker, samt författade flera reseskildringar. Exempelvis företog han 1987 en veckolång resa till Bulgarien, vilket utmynnade i en serie artiklar där han bland annat skrev att ryssarna hälsades som befriare när de 1944 marscherade in i landet. Han påstod också att det inte förekom någon censur i landet. Björksten har också, liksom många svenska kulturpersonligheter kritiserats för sin positiva inställning till Maos kulturrevolutionen i Kina.
Björkstén var kulturreporter i Sveriges radio 1963–1969, teaterkritiker i Norrköpings tidningar 1965–1969 och i Vecko-Journalen från 1969. Han var anställd vid Bonniers bokklubb 1969–1971 och vid bokförlaget Forum från 1971. Björkstén blev kulturredaktör på Svenska Dagbladet 1976 och 1981 tidningens kulturchef. Han lämnade tidningen 1991 för tjänsten som kulturråd vid Sveriges ambassad i Washington D.C.
Björkstén bodde sina sista levnadsår i franska Savojen tillsammans med sin partner. Hans sista bok blev Tur i otur (2000), beskriver han sitt liv som cancersjuk. Hans postumt utgivna memoarer, En dag, en tid, har kallats ett "veritabelt homomanifest".
Björkstén var även en av Sveriges första TV-kockar.

### Skönlitteratur
- Brytningar: noveller (Rabén & Sjögren, 1981) (Översatt till tyska)
- Alla: en kärleksroman (Bonniers, 1983)
- Ensamheter: noveller (Bonnier, 1985)
- Smärtprovet: roman (Bonnier, 1987)
- Hemkomster: noveller (Bonnier, 1989)
- Krigsbarnet: en Helsingforsroman (Bonnier, 1991)

### Övrigt
- Drömmare: en bok om modern dramatik (Geber, 1963)
- Australisk dagbok: september 1962-februari 1963 (Geber, 1964)
- Dagar i New York: anteckningar 1 maj-10 juli 1965 (Geber, 1966)
- Scenbild USA: en amerikansk teaterhistoria (Sveriges radio, 1967)
- Australien (tillsammans med Ragnar Numelin, Natur och kultur, 1968)
- Bo Widerberg: författaren, teatermannen, filmskaparen (Forum, 1971)
- Patrick White - epikern från Australien (Forum, 1973) (Översatt till norska, engelska och tyska)
- Leopardväckning: tio författare och den utsatta borgerligheten (Rabén & Sjögren, 1979)
- Tre veckor i Kina: reseanteckningar (LiberFörlag, 1979)
- Kyckling på 49 sätt (tillsammans med Birger Sjöström) (Rabén & Sjögren, 1982)
- I Sydafrika: ett reportage (Svenska Dagbladet, 1983) (Artiklar ur Svenska Dagbladet)
- Middagar (Trevi, 1988)
- God middag, Amerika: mat, kultur, historia med drygt 150 lättlagade recept (Prisma, 1989)
- Ny i köket: en receptsamling (Rabén & Sjögren, 1990)
- Det förtätade livet: teaterkritik 1980-1990 (Carlsson bokförlag, 1995)
- Tur i otur: på offensiven mot prostatacancer (Prisma, 2000)
- En dag, en tid: möten och minnen (Fischer, 2002) [Postumt utgivna memoarer]

### Antologibidrag
- "Artur, med upproriskt sinne och djup tacksamhet". I Det okuvliga gräset (Bonnier, 1986), s. 88-96 (Om minnen av möten med Artur Lundkvist)

### Översättningar
- Gert Hofmann: Borgmästaren: skådespel (Der Burgmeister) (otryckt översättning för TV-teatern 1966)
- Alan Seymour: Den stora dagen (The one day of the year) (otryckt översättning för Arlecchino 1969?)
- Mehmed Uzun: I skuggan av en förlorad kärlek (Ordfront, 2001) [originalet på kurdiska, översatt från tyska]